# Geothlypis beldingi
Geothlypis beldingi е вид птица от семейство Parulidae. Видът е застрашен от изчезване.

## Разпространение
Видът е разпространен в Мексико.